# Rachita Shah
Pour les articles homonymes, voir Shah (homonymie).
Rachita Shah, née le 21 juin 1991, est une nageuse kényane.

## Carrière
Rachita Shah obtient la médaille de bronze du relais 4 x 100 mètres nage libre aux Championnats d'Afrique de natation 2008 à Johannesbourg.